# 城巴580線
城巴580線是香港一條新界巴士路線，由城巴有限公司營辦，於2025年3月29日投入服務，來往沙田市中心及西沙GO PARK，途經沙田圍後，取道大老山公路及馬鞍山繞道直達西沙路，只於星期六、日及公眾假期提供服務，全程收費為$8.1。

## 歷史
為配合十四鄉一帶的房屋發展，運輸署在《2023－2024年度巴士路線計劃》中，建議開辦一條新巴士服務，全日來往十四鄉及沙田市中心，途經馬鞍山繞道、大老山公路及沙田圍路，以提供直接的巴士服務往來十四鄉及沙田市中心一帶，乘客可乘搭新路線前往沙田市中心轉乘其他巴士路線或公共交通服務前往不同地區，並決定以招標形式挑選合適的巴士公司營辦此線。
2023年9月，運輸署宣佈把此路線專營權批予城巴，編號為「580」。隨着十四鄉的戶外體育及康樂用途場地於2024年起陸續落成，此路線在2025年3月29日起投入服務，開辦初期只於星期六、日及公眾假期提供服務。

## 服務時間及班次
580線來回方向只於星期六、日及公眾假期提供服務，列表如下：
| 沙田市中心開                      | 沙田市中心開  | 西沙GO PARK開                     | 西沙GO PARK開 |
| 服務時間 （星期六、日及公眾假期） | 班次 （分鐘） | 服務時間 （星期六、日及公眾假期） | 班次 （分鐘） |
| --------------------------------- | ------------- | --------------------------------- | ------------- |
| 10:10－19:50                      | 20            | 10:45－20:25                      | 20            |

## 收費
580線全程收費為$8.1，當中去程及回程分別設有由樟木頭帝琴灣往西沙GO PARK$5.0及沙田圍新村往沙田市中心$6.7之單向分段收費。
580線設有12歲以下小童及65歲或以上長者半價優惠，當中使用學生身份個人八達通卡的乘客可享九折優惠，60歲－64歲香港居民、65歲或以上長者與合資格殘疾人士如以指定八達通繳付此線的車資，均可享有長者及合資格殘疾人士公共交通票價優惠計劃提供的$2票價優惠。乘客登車時需以現金或八達通卡繳付車資，不設找贖；而每位成人乘客可免費帶同最多兩名四歲以下而且不佔座位的兒童乘車。此外，乘客亦可使用指定電子支付工具繳付車資，使用此支付方式的乘客可享有與其他城巴獨營路線或聯營線城巴班次之轉乘優惠，惟不適用於與非城巴路線之轉乘優惠，乘客亦不能享有「公共交通費用補貼計劃」（AlipayHK「易乘碼」除外）及「長者及合資格殘疾人士公共交通票價優惠計劃」。此外，每兩名繳付成人車費的乘客，可攜同一名12歲以下小童或65歲或以上長者免費乘車；陪同殘疾人士的一名隨行乘客，以現金支付車費亦可獲半價優惠。而在每月首個星期日，使用殘疾人士身分個人小童八達通可免費乘車。

## 行車路線
580線由沙田市中心開出之班次途經沙田正街、橫壆街、源禾路、沙田鄉事會路、沙田圍路、沙瀝公路、大老山公路、馬鞍山路、馬鞍山繞道、西沙路、海映路、迴旋處及未命名道路前往西沙GO PARK；由西沙GO PARK開出之班次途經未命名道路、迴旋處、海映路、西沙路、馬鞍山繞道、大老山公路、沙瀝公路、沙田圍路及沙田鄉事會路前往沙田市中心，具體停站請參考資訊框。